# 서정진 (기업인)
서정진(1957년 10월 23일 ~ )은 셀트리온의 명예회장이다.

## 경력
- 삼성전자 (1983)
- 한국생산성본부 전문위원 (1986)
- 대우자동차 기획재무부분 고문 (1991)
- 한국품질경영연구원 원장 (1992)
- 넥솔 대표이사 (2000)
- 셀트리온그룹 회장 (2000~2020)
- 국립오페라단 이사장 (2020~2023)
- 셀트리온그룹 명예회장 (2021~2023)
- 셀트리온그룹 회장 (2023~)

## 학력
- 제물포고등학교
- 건국대학교 산업공학과 학사
- 건국대학교 경영학 석사